# Navinšek
Navinšek je priimek več znanih Slovencev:
- Boris Navinšek (*1932), elektrotehnik
- Emil Navinšek star. (1876—1952), gledališki masker, lasuljar, publicist
- Emil Navinšek (1904—1991), arhitekt (brezkoridornih šolskih zgradb)
- Slavica Navinšek (*1933), slavistka, šolska političarka
- Tomaž Navinšek (*1962), šahist